# Oskava
Obec Oskava (německy Oskau) se nachází v okrese Šumperk v Olomouckém kraji, v údolí stejnojmenné říčky zhruba 13 km vjv. od Šumperka. Žije zde přibližně 1 300 obyvatel. Od roku 2001 je obec členem mikroregionu Uničovsko.
Nedaleko se nachází zimní rekreační středisko Třemešek s vlekem a sjezdovkou.

## Název
Vesnice byla pojmenována podle stejnojmenné říčky, jejíž název je germánského původu (Askaha od aska - "jasan").

## Historie
První písemná zmínka o obci pochází z roku 1344.
V roce 1960 se k Oskavě přiřadila osada Bedřichov. V obou částech fungovaly donedávna[kdy?] továrny společnosti Moravolen, přidruženého závodu Moravolen Šumperk. Od roku 1992 se jmenovala Nobleslen a.s. V roce 2006 jednu halu zachvátil požár, který zničil mnoho vybavení, které však bylo opraveno, popřípadě zakoupeno a opět funguje. Od roku 2004 má textilní továrna nového majitele a jméno. Jmenuje se CNM textil a.s. se sídlem v Bašce u Frýdku-Místku. Továrna bílí, barví a potiskuje látky.

## Části obce
- Oskava (k. ú. Oskava, Nemrlov a Václavov u Oskavy)
- Bedřichov (k. ú. Bedřichov u Oskavy)
- Mostkov (k. ú. Mostkov)
- Třemešek (k. ú. Třemešek)

## Pamětihodnosti

### Kulturní památky
- Kostel sv. Floriána

### Přírodní památky
- Přírodní rezervace Rabštejn

## Společenský život
Samospráva obce od roku 2011 pravidelně 5. července vyvěšuje zlato-červenou moravskou vlajku. 